# Richard Freeman (juge)
Richard Freeman (1646-1710) est un Juge d'origine anglaise qui occupe le poste de Lord Chancelier d'Irlande.

## Biographie
Il est né dans le Gloucestershire, fils aîné de John Freeman et de sa femme Anne Croft. Il fait ses études à Christ Church, Oxford et est admis au barreau en 1674. Il épouse Elizabeth, l'une des nombreuses filles du principal homme politique et avocat Sir Anthony Keck, et son épouse Mary Thorne. Elizabeth meurt en couches avec sa fille unique, Mary, en 1699. Il se marie ensuite en 1702 avec Anne Marshal, de Durham, qui lui survit de nombreuses années. Son premier mariage est avantageux, car son beau-père, Sir Anthony Keck, est un homme très riche. Cependant, les enfants de Freeman ont peut-être trouvé l'héritage Keck comme une bénédiction mitigée, car cela conduit après sa mort à beaucoup d'acrimonie et à des années de litige entre les héritiers.
Lors de son premier mariage, il a une fille, Mary, qui épouse Walter Edwards, de Ham, dans le Surrey. De son second mariage, il a un fils, Richard junior et une fille, Anne. Ses trois enfants vivent encore en 1727, lorsque le long et amer procès concernant la succession de leur père est finalement conclu par un verdict selon lequel toute réclamation de Mary sur la succession devait être compensée par la somme de 5 000 £ que son père avait versée. Marie est morte en 1736; Anne était morte célibataire quelques années plus tôt. Richard junior est décédé en 1741, sans descendance.

## Carrière
Après 30 ans passés au barreau anglais, Freeman obtient finalement un poste judiciaire grâce à son amitié avec John Somers, l'ancien Lord grand chancelier, qui a une grande estime de ses capacités. En 1706, il devient Lord Chief Baron de l'Echiquier d'Irlande et, en un an, est nommé Lord Chancelier d'Irlande. Il est également président de la Chambre des lords irlandaise. Il est répertorié comme l'un des fiduciaires du King's Inns en 1706.
En 1710, Freeman est soudainement atteint de ce qui est décrit comme « un trouble du cerveau » qui l'aurait entièrement privé de sa raison. Il arrête d'exercer ses fonctions et il meurt le 20 novembre 1710, peu après avoir démissionné de sa charge .